# NGC 6781
NGC 6781是一个行星状星云，位于天鹰座。NGC 6781是一个相当黯淡的星云，很平滑，南部边缘更亮一点。